# John Wall
Johnathan Hildred Wall Jr., detto John (Raleigh, 6 settembre 1990), è un ex cestista statunitense, professionista nella NBA.

## Biografia
Nasce a Raleigh nella Carolina del Nord, da Frances Pulley e Johnatan Wall sr., è il secondo di tre figli. Da giovane vedeva il padre solamente nel week-end; egli infatti era stato incarcerato per furto d'armi. John e sua sorella, Cierra, erano tuttavia troppo piccoli per capire perché il padre fosse dietro le sbarre. Nel 1998 al padre viene diagnosticato un cancro al fegato. I medici dissero che non avrebbe superato l'anno e così viene liberato per passare i suoi ultimi mesi con la famiglia. Egli portò tutti in vacanza a White Lake, vicino a Lumberton. Qui John Wall padre e figlio parlarono riguardo al futuro di John jr. Il padre spiegò le sfide che sarebbero toccate al figlio e lo incoraggiò a trovare il modo di essere sempre un uomo migliore e di fare tutto quello che doveva al fine di ricevere un'istruzione universitaria.
La morte del padre colpì tremendamente il figlio, che divenne più introverso e rabbioso, spesso entrando in conflitto con le autorità. Tuttavia, le sue grandi abilità di giocatore di football e basket l'hanno aiutato moltissimo in gioventù. Fu la madre a spingerlo a dedicarsi esclusivamente alla palla a spicchi, nonostante gli allenatori di football che lo allenarono lo vedessero come un ottimo footballer. Frances lo spinse anche a cambiare atteggiamento, dicendogli che avrebbe avuto una pessima vita se non l'avesse fatto.
A causa del suo infortunio al tendine di Achille, ha attraversato due anni lontano dal campo, durante i quali c'è stata la pandemia di COVID-19, è morta sua madre e anche sua nonna un anno dopo. Era di continuo insieme a sua madre, in ospedale, mentre seguiva la chemioterapia e ha confessato di aver pensato al suicidio. Grazie anche al conforto dei cari è riuscito ad affrontare questo periodo e nel 2022 ha ripreso con entusiasmo la sua carriera.

## Caratteristiche tecniche
(Andray Blatche)
Playmaker estremamente veloce e atletico, negli anni ha affinato le proprie abilità difensive e migliorato la propria affidabilità al tiro (le sue percentuali, specialmente da tre punti, erano piuttosto basse a inizio carriera). È un ottimo assist-man e un buon rimbalzista.

## Carriera

### High school
John non seguì immediatamente i consigli della madre. Inizialmente si iscrisse alla Garner Magnet High School, dove si erano diplomati anche Donald Williams e David West. La famiglia però si trasferì in un'altra città e così si iscrisse alla Broughton High School. Qui però, nonostante le buone prestazioni, viene lasciato fuori dalla squadra di pallacanestro dal coach Jeff Ferrel, a causa del suo comportamento. Cambia così per la terza e ultima volta scuola, frequentando la Word of God Christian Academy. Qui maturò sia come persona, sia come giocatore, attirando di conseguenza moltissimi scout dai migliori college. Nell'anno da senior migliorò ulteriormente, con una media di 19,8 punti a partita, portando la squadra della scuola, i Rams, ad un passo dal titolo nazionale.

### College
Terminata l'high school, John è uno dei talenti più seguiti e voluti del panorama statunitense. Università del calibro di Duke e Georgia Tech lo volevano fortemente. Kansas, che con i suoi Kansas Jayhawks aveva vinto il titolo NCAA lo voleva alla cerimonia di premiazione. Tuttavia John era fortemente attratto dall'andare a Memphis, dove erano usciti Derrick Rose e Tyreke Evans. Wall stimava anche il coach di Memphis, John Calipari. Così, quando "coach Cal" si trasferì alla University of Kentucky, decise di seguirlo a Lexington. All'università John ebbe buone medie, era cordiale e gentile con compagni e professori e spesso era seduto addirittura in prima fila. Nella prima apparizione in un'amichevole come Wildcat, Wall sorprese tutti mettendo a referto ben 27 punti e nove assist in soli 28 minuti di gioco. Nel suo debutto ufficiale confermò le buone impressioni iniziali realizzando il tiro della vittoria a soli 5 decimi di secondo al termine del match. Nessuno alla Kentucky dubitava del suo talento. Erano certi che sarebbe stato la prima scelta al Draft 2010. All'università era una sorta di stella, il cosiddetto Big Man On Campus, veniva molto frequentemente fermato per delle foto o autografi. Per non ritardare alle lezioni, girava spesso con le cuffie nelle orecchie, fingendo di non sentire e tirando dritto sul suo percorso.
Concluderà la sua stagione con 16,6 punti, 6,5 assist, 4,3 rimbalzi, 1,8 recuperi. Ha stabilito inoltre il record di assist della sua università, 241, e anche il record di punti.

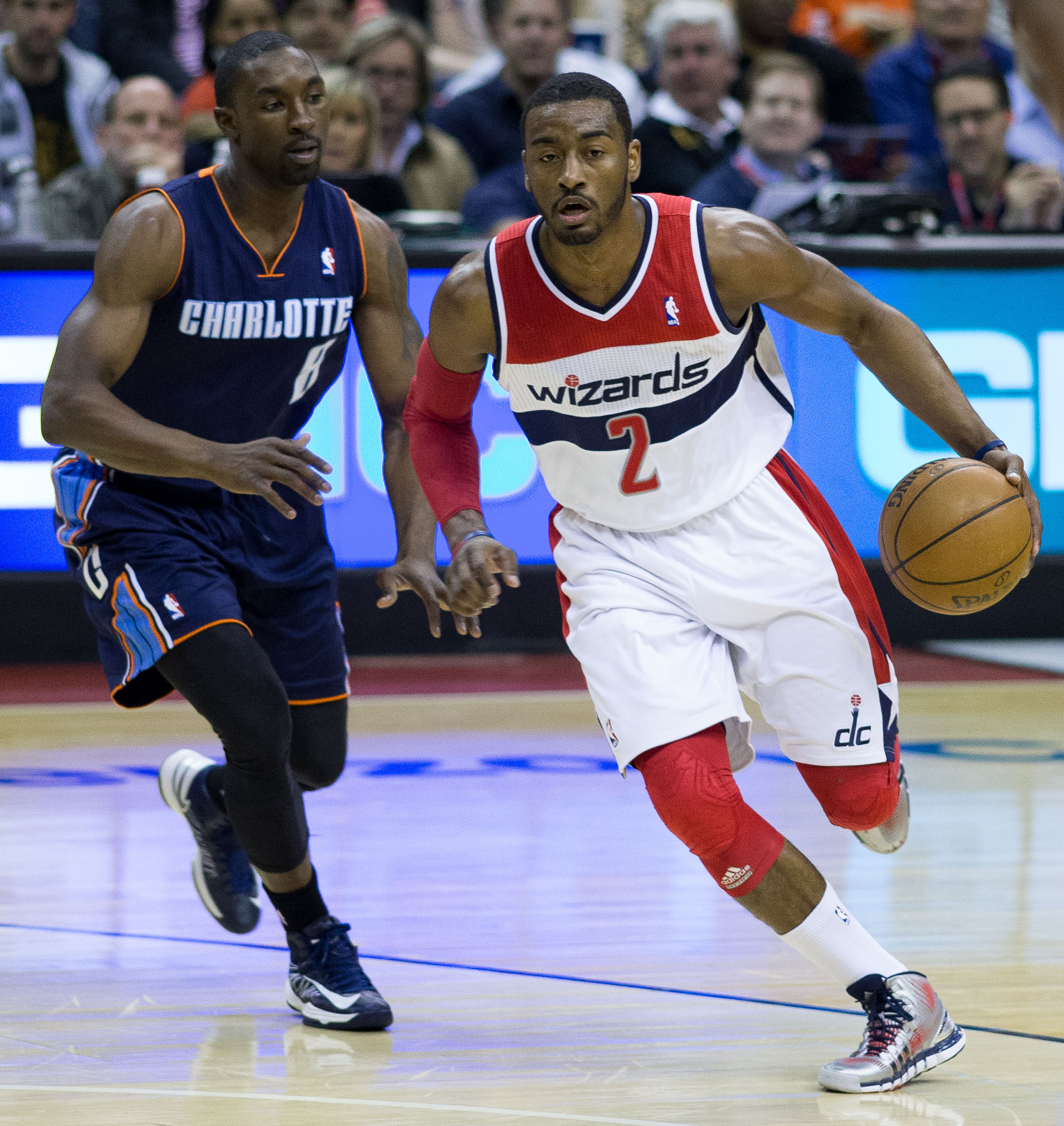
Contro Ben Gordon.

### NBA

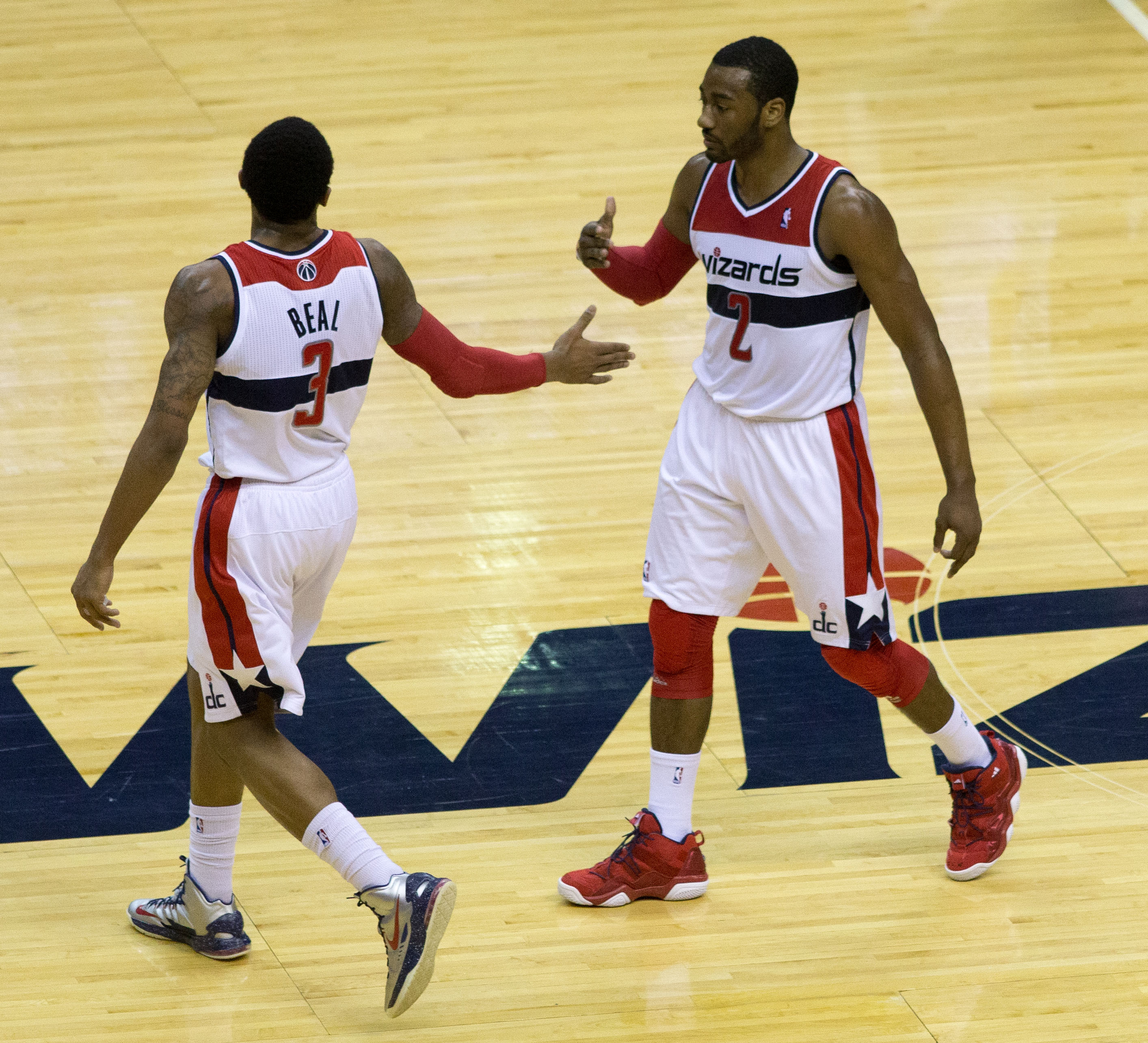
Wall con Bradley Beal.

#### 2010-11, l'anno da rookie
Il 7 aprile 2010 Wall si dichiara eleggibile per il draft NBA e nei primi giorni di maggio firma con l'agente Dan Fegan; il 23 giugno 2010 raggiunge un accordo di sponsorizzazione con Reebok.
Nelle settimane precedenti al draft Wall è al centro dell'attenzione. Si dà ormai per certo che sarà la prima chiamata dei Washington Wizards, in cerca di un giocatore per ricostruire una franchigia ormai in declino.

Il 24 giugno 2010 al draft NBA viene chiamato, andando a confermare tutti i pronostici della vigilia, dai Washington Wizards come prima scelta assoluta. Wall è il primo giocatore uscente da Kentucky ad essere stato scelto con la prima scelta assoluta. Due anni dopo, al Draft 2012, un altro giocatore di Kentucky verrà scelto alla prima posizione: Anthony Davis. Il giorno della sua presentazione è un vero e proprio evento. Al Verizon Center di Washington oltre ai numerosissimi giornalisti giungono anche circa 1000 tifosi. Il peso che grava sulla spalle del ventenne John è enorme. Il contesto in cui si insedia è un misto di grande speranza e di delusione. Il roster è un mix di buoni giovani, come Nick Young, e veterani, come Kirk Hinrich. L'uomo franchigia fino ad allora, Gilbert Arenas, viene scambiato e spetta proprio a Wall caricarsi il peso del team e diventare il nuovo punto di riferimento.

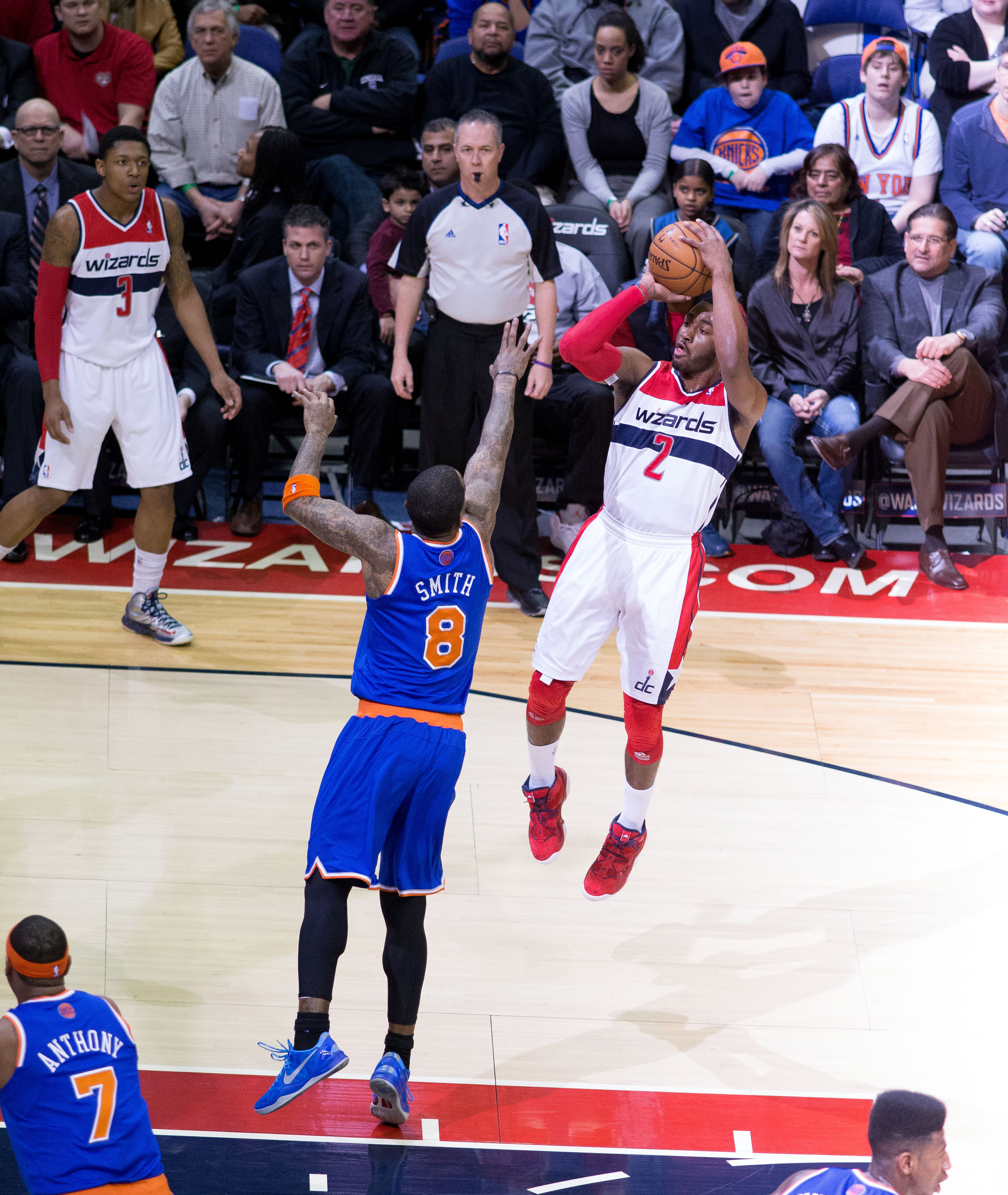
Wall al tiro

Il suo debutto ufficiale in canotta capitolina è nella trasferta contro gli Orlando Magic. I Wizards vengono sconfitti e Wall, emozionato e nervoso chiude con un misero 6-19 dal campo. Mette comunque a referto 14 punti e nove assist. Alla sua terza apparizione, la prima casalinga, contro i Philadelphia 76ers, mette a tabellino 25 punti, 13 assist e ben 9 palle rubate, stabilendo un record franchigia ed è diventato il secondo giocatore della storia a mettere a segno 9 o più assist nelle sue prime tre partite. Il 10 novembre 2010 realizza la sua prima tripla doppia in NBA, mettendo a referto 19 punti, 13 assist e 10 rimbalzi. Solo LeBron James e Lamar Odom erano riusciti nell'impresa ad un'età più giovane. È l'unico assieme a soli altri quattro giocatori nella storia NBA, ad averla realizzata in così sole poche partite dal debutto. Il match terminerà con una vittoria all'over-time da parte di Washington, trascinata dal suo nuovo e giovanissimo leader. Dopo le prime sei partita il rookie della capitale ha totalizzato ben 61 assist, battendo il record precedente di 50 appartenuto ad Oscar Robertson.
Il 18 febbraio 2011 al Rookie Challenge dell'All Star Game di Los Angeles realizza il record di assist in questa manifestazione, servendone ben 22, che lo aiuteranno a ricevere il premio di miglior giocatore. Nonostante abbia ricevuto durante la stagione quattro volte il titolo di Rookie of the Month per la conference orientale, il premio andò all'ala dei Los Angeles Clippers, Blake Griffin, prima scelta assoluta al Draft dell'anno precedente, ma alla sua prima stagione NBA.

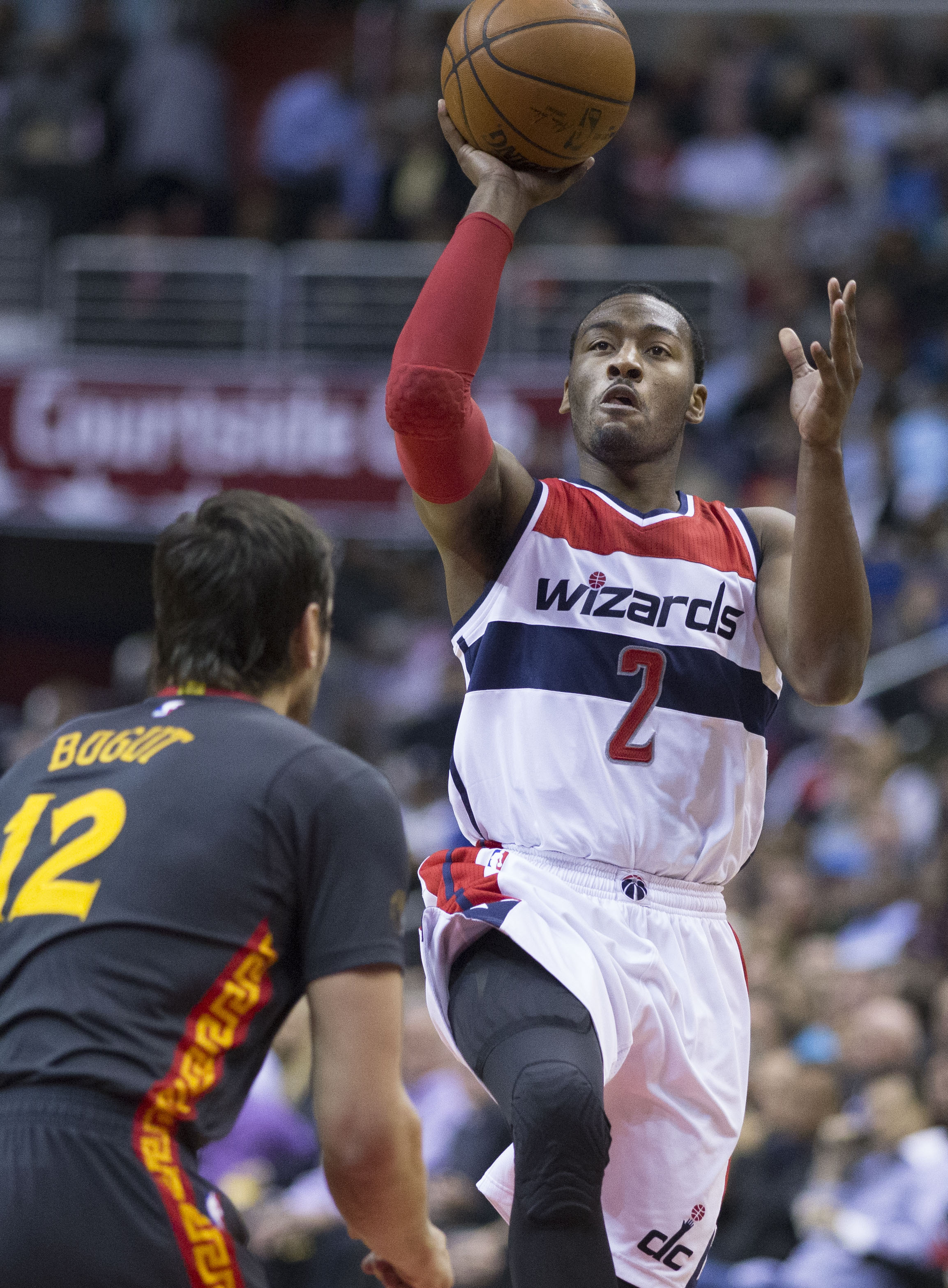
Mentre effettua un floater

#### 2011-12
Nella sua seconda stagione NBA gioca da titolare tutte le 66 gare della stagione, accorciata a causa del lockout, mantenendo le proprie medie punti e assist della stagione d'esordio; conclude infatti con 16,3 punti, 8,0 assist, 1,4 rubate e 0,9 stoppate a partita. A gennaio viene selezionato ancora per l'NBA Rising Star Challenge, dove è membro del team Chuck, un misto di rookies e sophomores, allenato da Charles Barkley. In questa gara mette a segno 17 punti, 8 assist, 6 rimbalzi e due stoppate, contribuendo nettamente alla vittoria della propria squadra.
I suoi Wizards terminano l'annata con un pessimo record di 20-46, penultimi nella Southeast Division.

#### 2012-13, l'infortunio e il rientro

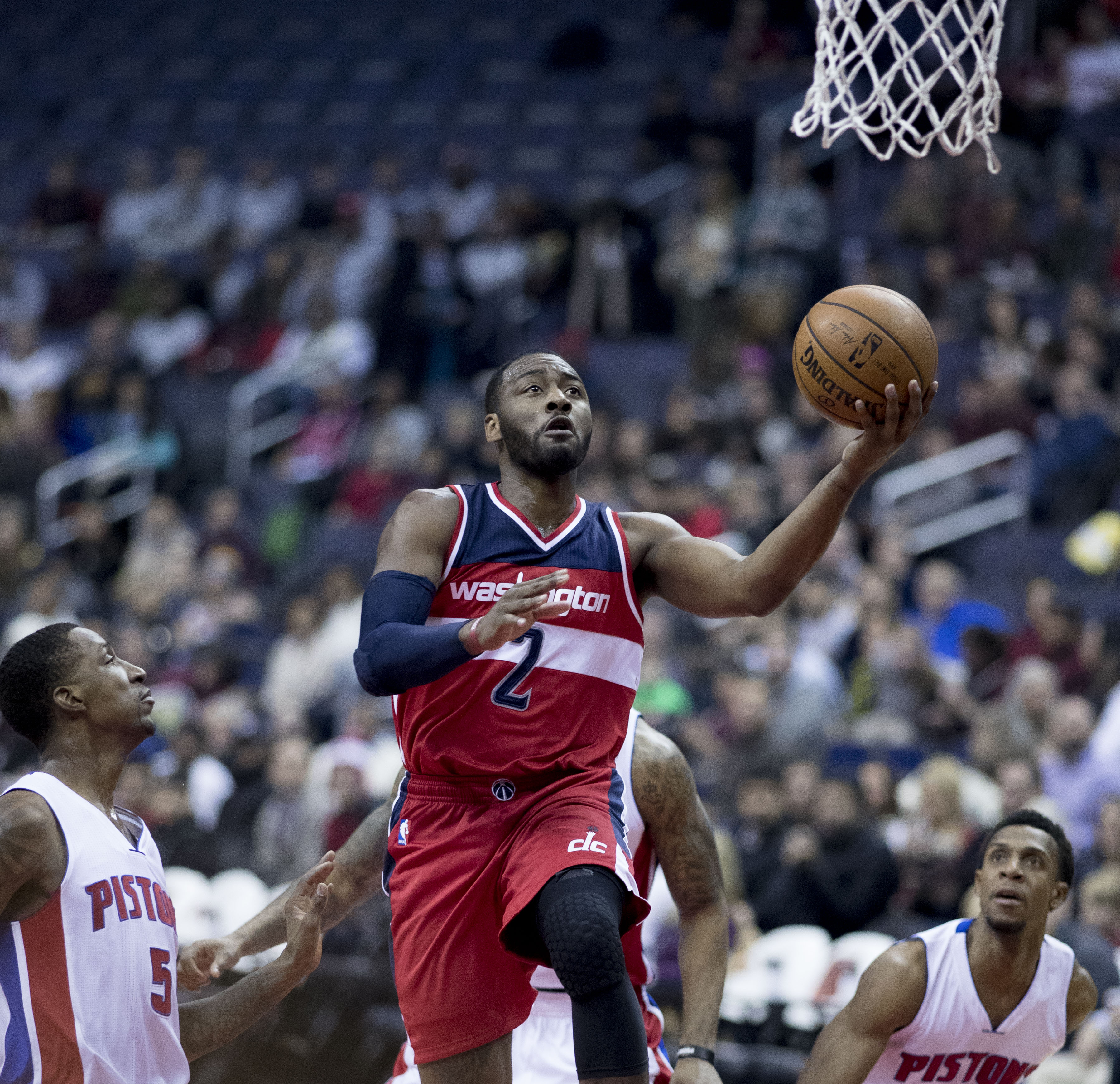
Mentre effettua un layup contro i Detroit Pistons.

La stagione 2012-13 inizia male per Wall e i suoi Wizards. Il playmaker si infortuna nella pre-season alla rotula ed è costretto a vedere la propria squadra perdere continuamente, fino ad arrivare al clamoroso record di 0-12. Rientra a gennaio 2013 contro gli Atlanta Hawks dove, accolto dal pubblico capitolino con una enorme standing ovation, mette a referto 14 punti, 4 assist e due rimbalzi in 21 minuti e contribuendo alla vittoria dei Wizards. La notte del 26 marzo nella vittoria contro i Memphis Grizzlies per 107-94, realizza il suo career-high di 47 punti. Oltre a questi, mette a tabellino anche 7 rimbalzi, 8 assist e 1 stoppata. Conclude la stagione 2012-13 con la media di 18,5 punti, 7,6 assist, 4,0 rimbalzi e 1,3 stoppate a partita in 32,7 minuti. Nonostante i Wizards abbiano concluso la stagione senza accedere ai Playoff e con un record negativo, con il ritorno di Wall da gennaio la squadra ha vistro crescere le prestazioni, chiudendo la seconda parte di stagione con un record positivo, lasciando ben sperare per la stagione successiva.

#### 2013-2014
In estate il playmaker firma un prolungamento quinquennale del contratto a 80 milioni di dollari, legando quindi il suo nome alla franchigia capitolina. Washington ormai, dopo oltre 3 anni di permanenza, vede nel numero 2 il punto fermo attorno al quale costruire il futuro, sperando in un ulteriore affiatamento con la giovane guardia Bradley Beal e la coppia di lunghi Marcin Gortat e Nenê per giocarsi un'ottima stagione e sperare di accedere alla post-season dopo parecchi anni di assenza. Il 15 febbraio prende parte all'Slam Dunk Contest nella squadra della Eastern Conference con Paul George e Terrence Ross. La squadra risulterà vincitrice e John Wall verrà premiato col titolo di "Sprite Dunker of the Night". La regular season si chiude con il quinto posto ad est, cosa che permette a Washington di partecipare ai playoffs, obiettivo stagionale. Le cifre di Wall in 82 incontri disputati recitano 19,2 punti (career high), 4,1 rimbalzi, 8,8 assist (career high) e 1,8 rubate (career high), facendo di questa stagione la sua migliore dall'approdo fra i professionisti. Nella post-season, dopo aver battuto i Chicago Bulls 4-1, Wall e compagni vengono eliminati in semifinale di conference 4-2 dagli Indiana Pacers.

#### 2014-2015
In questa stagione Wall perde la sua cara amica Damiyah Telemaque-Nelson di 6 anni, morta a causa di un cancro, a cui dedica una vittoria in doppio overtime contro i Boston Celtics, scoppiando in lacrime nel post partita. Successivamente donerà tutto il suo vestiario della partita alla famiglia. Partecipa all'All Star Game e trascina poi gli Wizards fino alle semifinali di Conference, dove perdono in sei gare contro gli Atlanta Hawks. Viene inoltre nominato nel secondo quintetto All-Defensive.

#### 2015-16
La stagione si rivela molto deludente sia per Wall (che partecipa comunque all'All Star Game) che per gli Wizards, che non riescono nemmeno a qualificarsi per i Playoffs, complice anche l'infortunio occorso a Bradley Beal, stella con Wall della squadra.

#### 2016-17
La stagione 2016-17 si rivela la definitiva consacrazione per il play originario del nord Carolina, convocato al All-Star game per la quarta volta in carriera, gioca una stagione con una media di doppia doppia per il terzo anno consecutivo con 10,7 assist e 23,1 punti di media a partita. Viene eletto giocatore del mese di dicembre 2016. È protagonista di ottimi play-off dove guida i suoi Wizards fino a gara-7 di semifinali di conference contro i Celtics poi vittoriosi.

#### 2017-18
La stagione del play parte a rilento a causa di un fastidio al ginocchio, che lo portano a saltare o a giocare fuori forma fino a dicembre. Al suo ritorno è autore di prestazioni più o meno positive anche se non eccelse, che comunque gli consento di ricevere la convocazione all'All Star Game. A fine gennaio, Wall è vittima di un nuovo infortunio al ginocchio che lo terrà lontano dal parquet dalle 6-8 settimane, che comunque gli consentirà di tornare per i Play Offs.

#### Houston Rockets (2020-2022)
Il 2 dicembre 2020 passa agli Houston Rockets nella trade che porta Russell Westbrook a Washington. Esordisce con i Rockets il 12 dicembre 2020, nella partita vinta per 125-104 contro i Bulls, facendo registrare in appena 19 minuti 13 punti, 9 assist, 5 rimbalzi e 2 palle rubate.
Nella stagione 2021-22 i Rockets puntano sulla scelta numero 2 al draft, Jalen Green, e lasciano fuori dal quintetto John. Wall rompe così con la dirigenza di Houston e, pur partecipando al training Camp decide che non giocherà più con la franchigia.

#### Los Angeles Clippers e ritiro (2022-25)
A seguito del buyout con Houston, l'8 luglio 2022 Wall si accasa ai Los Angeles Clippers, unendosi a Kawhi Leonard e Paul George, firmando un contratto di 2 anni. Anche a Los Angeles però Wall è martoriato dagli infortuni, giocando appena 34 partite (di cui solo 3 nel quintetto titolare), con 11.4 punti e 5.2 assist di media . I californiani lo cedono per Eric Gordon nell'ambito di una trade a tre squadre: Wall torna così a Houston dove verrà immediatamente tagliato . 
Nonostante avesse espresso la sua volontà di tornare nella Lega , il 19 agosto 2025 Wall annuncia il ritiro all'età di 34 anni .

## Statistiche
| * | Primo nella lega |

### NCAA
| Anno      | Squadra           | PG | PT | MP   | TC%  | 3P%  | TL%  | RP  | AP  | PRP | SP  | PP   |
| --------- | ----------------- | -- | -- | ---- | ---- | ---- | ---- | --- | --- | --- | --- | ---- |
| 2009-2010 | Kentucky Wildcats | 37 | 37 | 34,8 | 46,1 | 32,5 | 75,4 | 4,3 | 6,5 | 1,8 | 0,5 | 16,6 |
| Carriera  | Carriera          | 37 | 37 | 34,8 | 46,1 | 32,5 | 75,4 | 4,3 | 6,5 | 1,8 | 0,5 | 16,6 |

#### Massimi in carriera
- Massimo di punti: 25 vs Connecticut (9 dicembre 2009)[20]
- Massimo di rimbalzi: 10 (2 volte)
- Massimo di assist: 16 vs Hartford (29 dicembre 2009)
- Massimo di palle rubate: 6 vs (2 volte)
- Massimo di stoppate: 2 (4 volte)
- Massimo di minuti giocati: 45 vs Stanford (25 novembre 2009)

### NBA

#### Regular Season
| Anno      | Squadra         | PG  | PT  | MP   | TC%  | 3P%  | TL%  | RP  | AP   | PRP | SP  | PP   |
| --------- | --------------- | --- | --- | ---- | ---- | ---- | ---- | --- | ---- | --- | --- | ---- |
| 2010-2011 | Wash. Wizards   | 69  | 64  | 37,8 | 40,9 | 29,6 | 76,6 | 4,6 | 8,3  | 1,8 | 0,5 | 16,4 |
| 2011-2012 | Wash. Wizards   | 66  | 66  | 36,2 | 42,3 | 7,1  | 78,9 | 4,5 | 8,0  | 1,4 | 0,9 | 16,3 |
| 2012-2013 | Wash. Wizards   | 49  | 42  | 32,7 | 44,1 | 26,7 | 80,4 | 4,0 | 7,6  | 1,3 | 0,8 | 18,5 |
| 2013-2014 | Wash. Wizards   | 82  | 82  | 36,3 | 43,3 | 35,1 | 80,5 | 4,1 | 8,8  | 1,8 | 0,5 | 19,3 |
| 2014-2015 | Wash. Wizards   | 79  | 79  | 35,9 | 44,5 | 30,0 | 78,5 | 4,6 | 10,0 | 1,7 | 0,6 | 17,6 |
| 2015-2016 | Wash. Wizards   | 77  | 77  | 36,2 | 42,4 | 35,1 | 79,1 | 4,9 | 10,2 | 1,9 | 0,8 | 19,9 |
| 2016-2017 | Wash. Wizards   | 78  | 78  | 36,4 | 45,1 | 32,7 | 80,1 | 4,2 | 10,7 | 2,0 | 0,6 | 23,1 |
| 2017-2018 | Wash. Wizards   | 41  | 41  | 34,4 | 42,0 | 37,1 | 72,6 | 3,7 | 9,6  | 1,4 | 1,1 | 19,4 |
| 2018-2019 | Wash. Wizards   | 32  | 32  | 34,5 | 44,4 | 30,2 | 69,7 | 3,6 | 8,7  | 1,5 | 0,9 | 20,7 |
| 2020-2021 | Houston Rockets | 40  | 40  | 32,2 | 40,4 | 31,7 | 74,9 | 3,2 | 6,9  | 1,1 | 0,8 | 20,6 |
| 2022-2023 | L.A. Clippers   | 34  | 3   | 22,2 | 40,8 | 30,3 | 68,1 | 2,7 | 5,2  | 0,8 | 0,4 | 11,4 |
| Carriera  | Carriera        | 647 | 604 | 34,9 | 43,0 | 32,2 | 77,6 | 4,2 | 8,9  | 1,6 | 0,7 | 18,7 |
| All-Star  | All-Star        | 4   | 1   | 21,2 | 61,2 | 33,3 | 100  | 4,2 | 4,5  | 2,2 | 0,0 | 16,2 |

#### Play-off
| Anno     | Squadra       | PG | PT | MP   | TC%  | 3P%  | TL%  | RP  | AP    | PRP | SP  | PP   |
| -------- | ------------- | -- | -- | ---- | ---- | ---- | ---- | --- | ----- | --- | --- | ---- |
| 2014     | Wash. Wizards | 11 | 11 | 38,2 | 36,6 | 21,9 | 76,5 | 4,0 | 7,1   | 1,6 | 0,7 | 16,3 |
| 2015     | Wash. Wizards | 7  | 7  | 39,0 | 39,1 | 17,6 | 84,6 | 4,7 | 11,9* | 1,4 | 1,4 | 17,4 |
| 2017     | Wash. Wizards | 13 | 13 | 39,0 | 45,2 | 34,4 | 83,9 | 3,7 | 10,3  | 1,7 | 1,2 | 27,2 |
| 2018     | Wash. Wizards | 6  | 6  | 39,0 | 44,1 | 19,0 | 85,1 | 5,7 | 11,5  | 2,3 | 1,3 | 26,0 |
| Carriera | Carriera      | 37 | 37 | 38,8 | 41,9 | 26,7 | 82,2 | 4,3 | 9,8   | 1,7 | 1,1 | 21,9 |

#### Massimi in carriera
- Massimo di punti: 52 vs Orlando Magic (6 dicembre 2016)[21]
- Massimo di rimbalzi: 13 (2 volte)
- Massimo di assist: 20 vs Chicago Bulls (17 marzo 2017)
- Massimo di palle rubate: 9 vs Philadelphia 76ers (2 novembre 2010)
- Massimo di stoppate: 5 vs Orlando Magic (28 ottobre 2015)
- Massimo di minuti giocati: 52 vs Oklahoma City Thunder (28 gennaio 2011)

## Palmarès

### NCAA
- NCAA AP All-America First Team (2010)
- NCAA SEC Player of the Year (2010)

### NBA
- Las Vegas Summer League Most Outstanding Player (2010)
- All-NBA Team:

Third Team: 2017
- Squadre All-Defensive:

Second Team: 2015
- NBA All-Rookie First Team (2011)
- Rookie Challenge MVP (2011)
- 5 volte NBA All-Star (2014, 2015, 2016, 2017, 2018)
- Slam Dunk Contest: 1

2014
- Quarantasettesimo per numero di assist di sempre NBA
- Settimo migliore giocatore di sempre per assist a partita NBA in regular season (8,86 assist a partita)